# إيران إير الرحلة 291
كانت  الرحلة رقم 291 من الخطوط الجوية الإيرانية رحلة ركاب من طراز بوينغ 727 مملوكة لشركة إيران إير، والتي تحطمت مع 128 راكبا في جبال لاشكاراك وقتل جميع ركابها. هذا هو أول حادث تحطم طائرة في التاريخ الإيراني.
وقد تم إطلاق هذا الحادث عن طريق إيقاف تشغيل نظام التشغيل الدولي (معدات إرسال الإشارة إلى طائرات الهبوط) والرادار الأرضي. وفي هذا الصدد، تمت محاكمة رئيس منظمة الطيران المدني الإيرانية وخمسة من عمال الأراضي وبرج مراقبة، بتهمة القتل الخطأ.